# 郭偉亮
郭偉亮（英語：Eric Kwok Wai Leung，1974年2月3日—），美籍香港作曲人、男歌手及音樂人，多以英文名Eric Kwok發表作品，前組合Swing成員。2022年，郭偉亮擔任無綫電視歌唱選秀節目《聲夢傳奇2》總監。

## 背景

### 入行前
郭偉亮父親郭儀在1970年取得倫敦大學校外學位後，繼續成為律師，逐漸晉身律師行的合夥人，並投資不同的生意。郭偉亮年幼時受父親影響，對音樂產生了濃厚興趣。他曾學習小提琴，在1970年至1980年代與父母及胞弟居住在位於香港島渣甸山的豪宅，家有三名工人和一名私人司機。郭偉亮在聖保羅男女中學附屬小學和聖保羅男女中學。及至1980年初，其父因金融風暴以致生意受到影響；於是他前往澳門賭博以博取翻身機會，最後卻欠債纍纍。郭儀為免名譽受損又驚擾家人，選擇偽造文件來騙取金錢還債，結果因商業欺詐罪而入獄。
當時13歲正就讀中一年級的郭偉亮與母親為了避債而移民至美國。在美國讀中學時，曾遭外籍男同學歧視。而定居美國期間，母親送了一個電子琴給他，因而啟發對音樂的熱情，並立志成為音樂人。由於對香港流行音樂水準感到失望，因此他決定日後回港並以自己的作品去改變香港樂壇的頹風。郭偉亮於大學時期花了很多時間和心思來作曲。當時他創作了甚多高水平作品，當中有大量作品到現在還未曝光，其中張學友的《有個人》、彭羚的《一枝花》及《給我愛過的男孩們》都是於該時期創作的。

### 成名

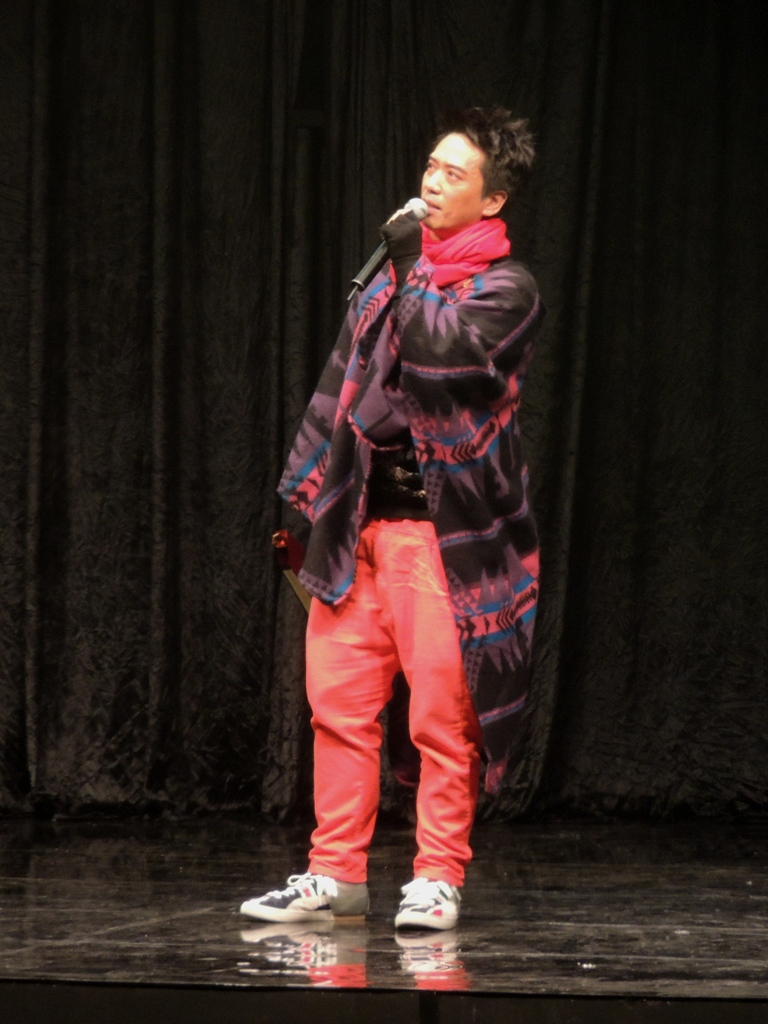
出席2012年叱咤樂壇流行榜頒獎典禮

郭偉亮在美國加利福尼亞大學洛杉磯分校完成傳播系學位（1992年起修讀），未幾返港發展，再次與父親同住。其父認為覺得從事音樂界沒有前途可言，所以要求郭偉亮考取證券經紀牌傍身。他在英皇集團當過一個月股票經紀，終因不適應而把個人創作的樣本唱片寄到唱片公司及歌曲版權公司作自薦。後來被華納唱片賞識，簽下合約成為作曲人。初出道時，郭偉亮曾經使用筆名Moz及中文姓名創作歌曲。第一首正式推出的作品是1997年由黎明主唱的《假如今晚你在我的家》。後來，他亦為其他歌手如古巨基、譚詠麟及梁詠琪作曲，然而這些作品大多都沒有被選為主打歌曲。
1999年，他交出的第8首作品《有個人》，被張學友賞識和選為第一主打派台歌。該曲以歌名作為大碟名稱，成為四台冠軍歌曲，且紅遍兩岸三地。郭偉亮往後為彭羚創作的《一枝花》和《給我愛過的男孩們》和陳奕迅的《幸福摩天輪》也相繼派台，成為膾炙人口的歌曲。其中《有個人》、《給我愛過的男孩們》和《幸福摩天輪》更為郭偉亮在1999年度叱咤樂壇流行榜頒獎典禮帶來三個獎項。他曾公開承認在自己於30歲時沉迷打機，5年間荒廢工作。幸被當時的女朋友葉佩雯不時責備和對遊戲漸失興趣，才下決心戒除玩遊戲機的習慣。
2014年7月17-19日，郭偉亮在香港體育館舉辦了3場《我最喜愛的Eric Kwok音樂會》，多位歌手嘉賓現場演繹他為他們創作的歌曲。

### 個人發展時期
2004年底，郭偉亮以唱作人姿態推出個人專輯《Eric Kwok's Collection》，同年獲得叱吒樂壇流行榜頒獎禮2004年度叱咤樂壇唱作人銀獎。2006年，他簽約新唱片公司Silly Thing。於同年12月，推出了第二張個人專輯《Eric Kwok 廣東大碟》。2007年連同陳奕迅和陳冠希舉行了《加州紅903黃金組合音樂會 - 凸》。2008年，郭偉亮參與了《08拉闊第二場 - 楊千嬅 × 林海峰 × 農夫 × Eric Kwok》演出。基於Silly Thing和大部分藝人解約，郭於2008年底轉至環球唱片，於2009年1月19日推出新曲加作品集《Eric Kwok's Leet Collection》。
在這段個人發展時期，郭偉亮繼續幕後創作，其作品《傷逝》、《楊千嬅》、《Number Nine》、《十面埋伏》、《夕陽無限好》、《最佳損友》、《花落誰家》、《囍帖街》、《天河》、《年年》、《重口味》、《紙牌屋》、《無朋友》獲得的評價甚高。2017年10月，郭偉亮於ViuTV播出的音樂劇集《短暫的婚姻》中，飾演一位出軌人夫，戲中更會與好友陳奕迅大打出手。2018年8月宣佈加盟由陳奕迅成立的唱片公司EAS Music。
2021年至今，郭偉亮連同糖妹及毓麟擔任無綫電視音樂節目《勁歌金曲》主持。2022年成為《聲夢JUNIOR》節目總監督。同年成為《聲夢傳奇2》紅隊總監。

### 感情生活
2011年11月23日的《Swing後會無期告別演唱會》中，郭偉亮在全場逾8,000名觀眾、10多位歌手好友及律師的見證前，向相戀11年的女朋友葉佩雯求婚成功，並且當場簽字結婚，成為首對在香港體育館求婚及結婚的情侶。另外，他因相貌酷似荷里活影星小勞勃·道尼飾演的Tony Stark（鋼鐵俠），經常扮演鋼鐵俠出席公開場合、演出廣告、發行相關歌曲《Iron Man》並拍攝mv。

### 爭議
2018年9月2日，郭偉亮在社交網發文，相片是他在《Good Night Show 全民造星》節目向參賽者指導的場面，寫道：「This was a memorable day. I'll never forget when I walked in the room, the first thing I asked these boys was. Raise ur hand if you are not gay!」。意謂，他向參加者說：「如果你不是同性戀者，請舉手。」。事後「關懷愛滋 AIDS Concern」組織和藍奕邦批評該言論恐同，藍奕邦還透露郭偉亮私下為慣犯，多次取笑性向或言語霸凌，以至於藍奕邦逐漸害怕與之合作。郭發文則發文道歉，辯稱其節目上的本意是教導學生如何應對傳媒刁鑽提問，澄清自己非恐同，且有一位每次對方到香港都會聚餐的同志老友，但未直接回應藍奕邦。林作則認為藍奕邦似乎對性傾向過於介懷，立場上支持郭偉亮。

## 音樂作品

### 個人唱片
《Eric Kwok Collection》
- 發行日期：2004年12月10日

Disc 1
1. 這麼好
2. 生日快樂
3. 煙霧瀰漫
4. 我沒意見
5. 就當我未玩夠
6. 給我愛過的女孩們
7. 楊千嬅
8. 電波少年絕食記
9. Number Nine + 打者愛也
10. 幸福摩天輪

Disc 2
1. Shut Up (Accoustic Version)
2. Pumpkin
3. Hokkaido
4. Fogg
5. P.F.M.
6. Tokyo 1983
7. Mama Blues
8. Sunny Days
9. Good Morning
10. Dolphin
11. Osaka
12. 1968
13. Orchids
14. Mini Jingle 2003 Full
15. Vani鍾情
16. Flow
17. Zeus Solar Remix
18. Butterfly
19. Purple Rain 1998 House Remix
20. I'm Not 黃耀明
21. 1000 stars
22. Snow
23. Comet
24. Neptune
25. Memories
26. 2046

《Eric Kwok廣東大碟》
- 發行日期：2006年12月21日

CD
1. 應承
2. 晏
3. 是但，求其，冇所謂
4. 冇得彈
5. 好得閒
6. 囉囉攣
7. 專登
8. 論盡
9. 而家
10. 應承(自己)
11. 好得閒 Demo: Strange Days

Bonus VCD
1. 應承 MV
2. 晏 MV

### 個人作品唱片集
《Eric Kwok's Leet Collection》
- 發行日期：2009年1月19日

CD 1
1. 一枝花 - 彭羚
2. 幸福摩天輪 - 陳奕迅
3. 1984 – Swing
4. 荷花 - 梁詠琪
5. 民間傳奇 - 楊千嬅
6. 死物它 - 葉佩雯
7. 天下之大 - 許志安
8. 囍帖街 - 謝安琪
9. 貝多芬與我 - 陳奕迅
10. 楊千嬅 - 楊千嬅
11. 給我愛過的男孩們 - 彭羚
12. 步步高 - 梁漢文
13. 有個人 - 張學友
14. 再見悲哀 - 林憶蓮
15. 夕陽無限好 - 陳奕迅
16. 流行曲 - 林海峰

CD 2
1. 我住7樓A - 梁詠琪
2. 最佳損友 - 陳奕迅
3. 花落誰家 - 李克勤
4. 傷逝 - 葉蒨文
5. 二人默劇 - 葉佩雯
6. 懶 - 何韻詩
7. 聖誕禮物 - 楊千嬅
8. 當這地球沒有花 - 陳奕迅
9. 煙霧瀰漫 - 梁詠琪
10. 華麗邂逅 - 容祖兒
11. 輕輕的 酥酥的 - 許志安
12. 失魂落魄 - 梁漢文
13. Wow - Eric Kwok
14. 大飲茶 - I Love You Boyz
15. Crazy Taxi 許志安
16. 我不好愛 陳奕迅

### 音樂作品
1997年
| - 黎明 - 假如今夜你在我的家 | - 黎 明 - 電梯 |

1998年
| - 古巨基 - 永遠永遠 - 古巨基 - 理由（曲、編） - 梁詠琪 - 浪費時間（曲） | - 黎明 - 我太傻了嗎（曲、編） - 譚詠麟 - 電波中年絕食記 |

1999年
| - 何嘉莉 - 各有口味（曲、編、監） - 張學友 - 有個人（曲） - 梁詠琪 - 我鍾意（國語版：中意他）（曲） - 陳奕迅 - 貝多芬與我（曲） - 陳奕迅 - 幸福摩天輪（曲） - 李蕙敏 - 過敏（曲） | - 彭 羚 - 給我愛過的男孩們（曲） - 彭 羚 - 一枝花（國語版：給我一段仁愛路）（曲） - 彭 羚 - 心繼續跳（曲） - 楊千嬅 - 冬天的故事（曲） - 楊千嬅 - 私人料理（曲） |

2000年
| - 王 菲 - 如果你是假的 - 古天樂、李彩樺 - 一眼驚喜（Snow Mix）（編） - 何嘉莉 - 親身感覺（監） - 李克勤 - 再一次想你（曲） - 容祖兒 - 撈針 - 張國榮 - 侯斯頓之戀 | - 梁詠琪 - 煙霧瀰漫（曲、監） - 梁詠琪 - 一年之計（國語版：全年無休）（曲、編、監） - 陳奕迅 - 當這地球沒有花（曲） - 彭 羚 - 手提巴黎（國語版：我要一場百老匯）（曲） - 謝霆鋒 - 個別意見（曲） |

2001年
| - 王 菲 - 不眠飛行 - 梁詠琪 - 失散車站 - 梁詠琪 - 荷花（曲、編、監） - 梁詠琪 - 煙花匯演（曲、編、監） - 許志安 - 青蛙王子（曲、監） - 許志安 - 阿拉丁神燈（曲、編、監） - 陳冠希、蕭亞軒 - 只要有目標 - 陳奕迅 - 我不好愛（曲） - 傅珮嘉 - 感覺未來（曲、編） | - 楊千嬅 - 亂唱的歌（曲、編） - 葉佩雯 - 二人默劇（曲、編、監） - 葉佩雯 - 生日快樂（曲、編、監） - 葉佩雯 - 全新體驗（Radio Friendly Mix）（編、監） - 葉佩雯 - 冥王星（曲、編、監） - 葉佩雯、謝霆鋒 - 搭荒蛋糕（曲、編、監）（與葉佩雯合作） - 鄭秀文 - 頑固污漬（曲、編） - 謝霆鋒 - 黑夜馬戲團（曲、編） |

2002年
| - Twins - 涉谷車站見（曲、編、監） - 何嘉莉 - 你是我的禮物（監） - 何韻詩 - 不眠皇后（曲、編） - 李克勤 - 愛病 - 英皇群星 - 天生不倒（曲、編、監） - 張栢芝 - 情人不會忘記 - 張學友 - 我得你（曲） - 梁詠琪 - 我住7樓A - 梁詠琪 - 漫畫女王（國語版：大魔頭） - 許志安 - Crazy Taxi（曲、編、監） - 許志安 - 罪人（曲、編、監） - 許志安 - 天下之大（曲、編、監） - 陳文媛 - 睡公主（曲、編、監） - 陳文媛 - 不用結婚（曲、編、監） | - 陳司翰 - 破相（曲、監） - 陳司翰 - 破相（Eric's Version）（曲、編、監） - 陳奕迅 - King Kong（曲、編、監） - 陳曉東 - 劃火柴（國語版：准我愛你）（編、監） - 陳曉東 - 無人城市（曲、編、監） - 曾國銘 - 給你好看 - 黃伊汶 - 愛你有味（曲、編、監） - 楊千嬅 - 楊千嬅（曲、編、監） - 楊千嬅 - 展翅計劃 - 楊千嬅 - 聖誕禮物（曲、編、監） - 楊千嬅、梁朝偉 - 有愛錯無放過（國語版：我很需要你）（曲、編、監） - 葉蒨文 - 傷逝（國語版：傷逝）（曲、編） - 鄧健泓 - 豬骨湯麵（曲、編、監） - 鄧健泓 - 對不起 |

2003年
| - Boy'z - La La世界（曲、編） - 何韻詩- 懶 - 容祖兒 - Honey! - 梁詠琪 - 彩虹交匯處（曲、編、監） - 許志安 - 輕輕的 酥酥的（曲、編、監） - 陳冠希 - Number Nine - 陳奕迅 - Last Order（曲、編、監） | - 陳奕迅 - 十面埋伏（曲、編、監） - 陳奕迅 - New Order（曲、編、監） - 楊千嬅 - 民間傳奇（曲、編、監） - 鄭丹瑞、毛舜筠 - 爸爸早晨！媽媽早晨！ - 蕭正楠 - 問題情人（監） - 譚詠麟 - 被窩 |

2004年
| - 吳日言 - 點解問點解（曲、編、監） - 吳日言 - 多多指教（曲、編、監） - 周麗淇 - 愛.作戰 - 官恩娜 - 地平線 - 梁漢文 - 步步高 | - 陳冠希 - 唔知為乜 - 陳奕迅 - 最後今晚 - 陳苑淇 - 醃眼（曲、編、監） - 楊千嬅 - 開大（曲、編、監） - 楊千嬅 - 真愛開玩笑（曲、編、監） |

2005年
| - I Love You Boyz - 大飲茶（曲、編、監） - I Love You Boyz - 舞台皇者（曲、編、監） - I Love You Boyz - 艾粒情歌（曲、監） - I Love You Boyz - 路易威 is yet to come（曲、編、監） - 吳日言 - 8個吻（曲、編、監） - 官恩娜 - 甚麼甚麼（曲、編、監） - 林海峰 - 搞出嘢（監） - 林海峰 - 流行曲（曲、編、監） - 林憶蓮 - 再見悲哀（曲、編、監） - 陳司翰 - 幸福一族 - 陳奕迅 - 夕陽無限好 - 陳奕迅 - 新美人主義 - 楊千嬅 - 簡愛（曲、編、監） | - 鄭希怡 - 阿拉伯市場（曲、編、監） - 鄭希怡 - 收到（曲、編、監） - 鄭希怡 - 閃（曲、編、監） - 鄭希怡 - 失傘（曲、編、監） - 鄭希怡 - 黃金海岸（曲、編、監） - 謝霆鋒 - 狼（曲、編、監） - 謝霆鋒 - 多得你少（編、監） - 謝霆鋒 - 鷹（監） - 謝霆鋒 - 不幸的人（曲、編、監） - 謝霆鋒 - 狼（國）（曲、編、監） - 謝霆鋒 - 燭光（編、監） - 謝霆鋒 - 愛（監） - 謝霆鋒、蔡卓妍 - 愛（監） |

2006年
| - 泳 兒 - 球場上的另一半 - 容祖兒 - 華麗邂逅（曲、監） - 容祖兒 - 卸妝（曲、編、監） - 張衞健 - I Say U Say - 梁漢文 - Hey June（監） - 梁漢文 - 失魂落魄（曲、編、監）（與梁漢文合作） - 許志安 - 你是我的銀河 - 軟硬天師 - Fantastic（曲、編、監） - 軟硬天師 - Encore（曲、編、監） - 陳奕迅 - 低調（曲） - 陳奕迅 - 最佳損友（曲） - 陳奕迅 - 落花流水（曲） - 楊千嬅 - 大傻 - 楊千嬅 - 如果可以不停相愛 | - 葉佩雯 - 死物它 - 葉佩雯 - 我要你認錯 - 葉佩雯 - 好假的你 - 葉佩雯 - 放監 - 葉佩雯 - 招搖 - 謝霆鋒 - 博擊會（編、監） - 謝霆鋒 - 先發制人（監） - 謝霆鋒 - 毋忘我（監） - 謝霆鋒 - 黑暗時代（監） - 謝霆鋒 - 勇敢做人（監） - 謝霆鋒 - 成者為王（編、監） - 謝霆鋒 - Forget Me Not（監） |

2007年
| - 江若琳 - 你不在了（編、監） - 李克勤 - 父子（曲、編、監） - 李克勤 - 花落誰家（曲、編、監） - 李克勤 - 花落誰家（Earth Remix）（曲、編、監） - 李克勤 - 相愛無門 | - 林子祥、劉德華、陳奕迅、李克勤、古巨基 - 流金頌 - 陳奕迅 - 時代巨輪 （曲、編、監） - 梁靜茹 - 原來你也唱過我的歌（監） - 葉佩雯 - 太多 |

2008年
| - at17、Eric Kwok - 冇腳雀仔 - 江若琳 - 任性（編、監） - 江若琳 - 鬥氣（監） - 周吉佩 - 家教 | - 周吉佩 - 第二次初戀 - 周吉佩 - 睹物思人 - 謝安琪 - 囍帖街（國語版：歡送會）（曲、編、監） - 謝安琪 - 港女的幸福星期日（曲、編、監） |

2009年
| - 江若琳 - 布瓜的世界（曲、編、監） - 泳 兒 - 一撇（國語版：一撇）（曲、編、監） - 容祖兒 - 圓謊（曲、編、監） - 張智霖 - 骨膠原（曲、編、監） - 張智霖 - 由他人（曲、編、監） - 林海峰 - 經典 | - 陳奕迅 - 無人之境（曲、編、監） - 楊千嬅 - 麥芽糖 - 蔡卓妍 - 等一個懷抱（曲、監） - 謝安琪 - 我最喜愛的歌 - 謝霆鋒 - 星雅廊 - 林海峰 - 萬大事有我 |

2010年
| - 李克勤 - 兩人行（曲、編、監） - 李克勤 - 爭取（曲、監） - 李克勤 - 遲大到（曲、編、監） - 李克勤 - 淡如水（曲、編、監） - 李克勤 - 再見穿梭機（曲、編、監） | - 官恩娜 - 殘念（曲、編、監） - 官恩娜 - 歐遊（曲、編、監） - 陳奕迅 - 大人（曲、編、監） - 陳奕迅 - 心腹（曲、編、監） - 陳奕迅 - 葉問風中轉（曲、編、監） |

2011年
| - Gin Lee - 廢話少說（曲、編、監） - 吳雨霏 - 歸宿（監） - 吳雨霏 - 現在已經是夜深（監） - 吳雨霏 - 不遠不近（監） - 吳雨霏 - 初會（監） - 吳雨霏 - 幾個字（曲、監） - 李克勤 - 天河（曲、編、監） - 李克勤 - 孔明燈（曲、編、監） | - 林欣彤 - 洗澡（曲、編、監） - 林欣彤 - 乾燥花（曲、編、監） - 容祖兒 - 戀人未滿（曲、編、監） - 梁漢文 - 懶音哥（曲、編、監） - 梁漢文 - 古著（曲、編、監） - 蔡卓妍 - 年年（曲、編、監） - 謝安琪 - 少女瑪利亞（曲、編、監） - 謝安琪 - 借過（曲、編、監） |

2012年
| - Gin Lee - 好姊妹（監） - Gin Lee - 認真先輸了（曲、監） - Twins - 金不換（曲、編、監） - 王梓軒 - 世界拆散我們（曲、監） - 吳雨霏 - 信徒（曲、編、監） - 吳雨霏 - 就有就有（曲、編、監） - 吳雨霏 - The Present（曲、編、監） - 林欣彤 - 我愛你（曲、監） - 林欣彤 - 兔愛狼（曲、編、監） - 張栢芝 - 相愛不能愛（曲） - 梁漢文 - 正氣歌（曲、編、監） - 陳奕迅 - 重口味 (曲、編、監） - 陳奕迅 - 非禮 (曲、編、監） - 陳奕迅 - Class (曲、編、監） - 陳奕迅 - 碌卡 (曲、編、監） - 陳奕迅 - Let it Out (曲、編、監） - 陳奕迅 - 蚊 (曲、編、監） | - 陳奕迅 - 信任 (曲、編、監） - 陳奕迅 - 完 (曲、編、監） - 劉浩龍 - 爛命鴛鴦（曲、編、監） - 劉浩龍 - 我信的故事（曲、編、監） - 蔡卓妍 - 二減一（曲、編、監） - 蔡卓妍 - 明明（曲、編、監） - 蔡卓妍 - 鬆弛熊（曲、編、監） - 蔡卓妍 - 白頭到老（曲、編、監） - 蔡卓妍 - 但願明天一醒世界末日（曲、編、監） - 蔡卓妍 - 瓦努阿圖（曲、編、監） - 蔡卓妍 - 種我（曲、編、監） - 蔡卓妍 - 狗恩歌（曲、編、監） - 蔡卓妍 - 火車瓹山窿（曲、編、監） - 蔡卓妍 - 盛女怕作戰（曲、監） - 蔡卓妍 - 為什麼（曲、編、監） |

2013年
| - Gin Lee - 玫瑰的故事（曲、監） - Gin Lee - 如果牆會說話（曲、監） - 王梓軒 - 跳火坑（曲、詞、監） - 王梓軒 - 萬夫莫敵（曲、編、監） - 李克勤 - 紙牌屋（曲、監） - 李克勤 - 生活大爆炸（曲、監） - 李克勤、譚詠麟 - 跳啦河馬（曲、編、監） - 周柏豪 - 放過自己（曲、監） - 胡鴻鈞 - 鬥快（曲） - 張敬軒、泳兒、李代沫、大山 - 聲音再遠都是愛（曲、監） | - 张学友、陳奕迅 - 同舟之情（曲、監） - 梁漢文 - MMM~十三件唔知好過知的事（曲、編、監） - 陳奕迅 - 遠在咫尺（曲、監） - 蔡卓妍 - 聰明笨伯（曲、監） - 蔡卓妍 - 薄霧（監） - 蔡卓妍 - 東西（監） - 蔡卓妍 - 受寵若驚（曲、監） - 蔡卓妍 - 開麥拉（曲、監） - 關楚耀 - 手刃情人（曲、監） - 關楚耀 - 偉大領袖（曲、監） |

2014年
| - Eric Kwok - Iron Man（曲、詞、編、監） - 王祖藍、王菀之 - A餐B餐（曲、監） - 王梓軒 - 你最好（監） - 王梓軒 - Run（監） - 王梓軒 - 千色（監） - 吳雨霏 - 留不低（曲、監） - 吳雨霏 - 弄潮兒（曲、監） - 吳雨霏 - 偶然（曲、監） - 吳雨霏 - 逆轉（曲、編、監） - 李克勤 - 無朋友（曲、監） - 李克勤 - 屋企（曲、監） - 林子祥 - 東方傳奇（編、監） | - 張智霖 - 義氣仔女（曲、監） - 許志安 - 新天地（曲、監） - 陳志嘉 - 無心戀戰（曲、編、監） - 楊千嬅 - 好不容易遇見愛（曲、監） - 葉佩雯 - 假使一天能重遇你（曲、監） - 鄭希怡 - 花球寄語（曲、監） - 鄭希怡 - 花與嫁紗（曲、監） - 鄭希怡、容祖兒、蔡卓妍、鍾欣潼 - 最近比較煩（監） - 鄭俊弘 - 無名氏（曲、監） - 薛凱琪 - 扭計骰（曲、監） - 蘇永康 - 每日一初戀（曲、監） |

2015年
| - 王梓軒 - 次世代（監） - 梁漢文 - 暫時分開（曲、監） - 許廷鏗 - 阿樂（曲、監） - 陳奕迅 - 無條件（曲、監） - 陳奕迅 - 心燒（曲、監） | - 陳奕迅 - 喜歡一個人（曲、監） - 陳奕迅 - 異夢（曲、監） - 陳奕迅 - 恐龍進化論（曲、監） - 楊千嬅 - 愛在旁若無人的太空（曲、監） - 劉浩龍 - Mr. Wrong（曲、監） |

2016年
| - Gin Lee - 雙雙（曲、監） - Gin Lee - 一想到你（曲、監） - Gin Lee - 未來（曲、編、監） - 林宥嘉 - 壞與更壞（監） - 梁詠琪 - 紅棉路上（曲、監） - 梁詠琪 - 你不是一個人（曲、監） | - 許靖韻 - 紫比藍更冷（曲、監） - 劉浩龍 - 第三條跑道（曲、監） - 鄭欣宜 - 懶人包（曲、監） - 鄭俊弘 - 驚（曲、監） - 應昌佑 - 過來人（曲、監） |

2017年
| - Catherine Wong - 音樂大童（曲、監） - Gin Lee - 空姐（監） - Gin Lee - 緣．兩半（監） - Gin Lee - Live（曲、監） - I Love You Boyz - AKB友達（曲、監） | - Robynn & Kendy - 無敵（曲、編、監） - Robynn & Kendy - 急救中（曲、編、監） - 石詠莉 - 再見一面（監） - 側 田 - 不經不覺（曲、監） |

2018年
| - Gin Lee - 很堅強（曲、監） - Gin Lee - 抱夢而活（監） - Gin Lee - 堅強的動物（曲、監） - U記仝人 - 我做你（監） | - U記歌手 - 你做我（監） - 張可盈 - 記得你的名字（曲） - 梁釗峰 - 月亮不代表我的心（曲、監） |

2019年
| - 吳業坤 - 小句號（曲、監） - 林晴恩 - 忍眼淚（監） - 海俊傑 - 長大（曲、編、監） - 毓麟 - 二人一世界（曲、監） | - 毓麟 - Never Mind（曲、監） - 梁詠琪 - 平安夜（監） - 陳凱彤 - 冷處理（監） - 陳逸璇 - 短暫的新分（曲、監） |

2020年
| - Eric Kwok - Ripboy（曲、詞、編、監） - 吳業坤 - 玩具成熟時（曲、監） - 毓麟 - 日出彩虹（曲、監） - 毓麟 - 視像見（監） | - 梁詠琪 - 100層樓的家（監） - 許靖韻 - 別為我好（監） - 許靖韻 - 代罪羔羊（監） - 許靖韻、林奕匡 - 別為我好（我未夠好版）（監） |

2021年
| - Gin Lee - IDK（曲、監） - Gin Lee Feat. 張學友 - 日出時讓街燈安睡（曲、監） - 吳若希 - 火和火柴（曲、監） - 毓麟、戴祖儀 - 我們再不講再見（監） - 張學友 - 堅持的意義（曲、編、監） | - 許靖韻 - 情歌之後（監） - 曾比特 - 我不如（曲、監） - 曾比特 - 我不是邱比特（曲、編、監） - 曾比特 - 奔跑吧！（編、監） - 聲夢傳奇導師及學員 - 奪金（監） |

2022年
| - Gin Lee - 明就明（監） - Gin Lee - 快歌慢想（曲、監） - Gin Lee - 第二身（監） - Gin Lee - 日出時讓街燈安睡（Solo Version）（曲、監） - 任暟晴 - Breath Away（曲、監） - 毓麟 - 是日運氣（監） - 毓麟、冼靖峰 - 是日運氣（Duet Studio Live Version）（監） - 許志安 - 人與人之間（曲、編、監） | - 側 田 - 男人老狗（曲、監） - 側 田 Feat. Eric Kwok - 老伙記（曲、監） - 許靖韻 - 我喜歡的你（監） - 曾比特 - 新年快樂（曲、編、監） - 曾比特 - 奔跑吧！（國語版）（編、監） - 曾比特 - 我以為（曲、監） - 曾比特 - 重見（曲、監） - 楊千嬅 - 還有事情可慶祝（曲、監） |

2023年
| - ERROR - Stand Up（監） - JNYBeatz、石山街 - 陪你倒數（監） - ONE PROMISE、余宗遙 - MONICA（監） - P1X3L、陳葦璇、Kerryta - 大熱（監） - XiX - Miss You Much（監） - XiX - SIS（曲、英文詞、監） - YUTA、凌雪怡 - 有心人（監） | - 王丹妮 - 拒絕再玩（監） - 任暟晴 - 怪你過分美麗（監） - 炎明熹 - 今生今世（監） - 毓麟 - 戀愛候機室（監） - 曾比特 - 有誰共鳴（監） - 曾比特 - 魔氈（監） |

2024年
| - XiX - Pretty Good（曲、英文詞、監） - XiX - A0.5（曲、監） - 李 然 - 提防騙局SUS（監） | - 曾比特 - Talk To Me（監） - 謝君豪、何啟華、魏浚笙、梁仲恆、林家熙、黃愷傑 - 一世隊友（Punk版）（曲、編、監） |

2025年
| - XiX - 你唔明㗎喇（曲、編、監） - 林宥嘉 - 歌迷（曲、監） |

註：並無列出由Swing創作的作品。

### 派台歌曲成績
註：組合名義的派台歌，請參閱Swing之頁面。
| 派台歌曲成績（四台）        | 派台歌曲成績（四台）     | 派台歌曲成績（四台） | 派台歌曲成績（四台） | 派台歌曲成績（四台） | 派台歌曲成績（四台） | 派台歌曲成績（四台）                                   | 派台歌曲成績（四台）                                   |      |
| --------------------------- | ------------------------ | -------------------- | -------------------- | -------------------- | -------------------- | ------------------------------------------------------ | ------------------------------------------------------ | ---- |
| 唱片                        | 歌曲                     | 903                  | RTHK                 | 997                  | TVB                  | 備註                                                   | 備註                                                   |      |
| 2004年                      |                          |                      |                      |                      |                      |                                                        |                                                        |      |
| Eric Kwok Collection        | 生日快樂                 | 2                    | -                    | -                    | -                    |                                                        |                                                        |      |
| Eric Kwok Collection        | 煙霧瀰漫                 | 4                    | -                    | -                    | -                    | 翻唱梁詠琪作品                                         | 翻唱梁詠琪作品                                         |      |
| Eric Kwok Collection        | 就當我未玩夠             | 4                    | -                    | -                    | 9                    | 翻唱Swing作品                                          | 翻唱Swing作品                                          |      |
| 2005年                      |                          |                      |                      |                      |                      |                                                        |                                                        |      |
| Eric Kwok Collection        | 這麼好                   | 3                    | -                    | -                    | -                    |                                                        |                                                        |      |
| 2006年                      |                          |                      |                      |                      |                      |                                                        |                                                        |      |
| Eric Kwok 廣東大碟          | 晏                       | 4                    | 5                    | 5                    | -                    |                                                        |                                                        |      |
| Eric Kwok 廣東大碟          | 應承                     | 1                    | 3                    | 3                    | 3                    | 首支冠軍歌                                             | 首支冠軍歌                                             |      |
| 2007年                      |                          |                      |                      |                      |                      |                                                        |                                                        |      |
| Eric Kwok 廣東大碟          | 論盡                     | 4                    | -                    | -                    | -                    |                                                        |                                                        |      |
| Eric Kwok 廣東大碟          | 冇得彈                   | -                    | -                    | 6                    | -                    |                                                        |                                                        |      |
| Over The Rainbow            | 冇腳雀仔                 | 8                    | -                    | -                    | -                    | 與at17合唱                                             | 與at17合唱                                             |      |
| 2008年                      |                          |                      |                      |                      |                      |                                                        |                                                        |      |
| Eric Kwok's Leet Collection | Wow                      | 2                    | 3                    | 3                    | -                    |                                                        |                                                        |      |
| 2014年                      |                          |                      |                      |                      |                      |                                                        |                                                        |      |
| 我最喜愛的Eric Kwok作品展   | Iron Man                 | 8                    | 10                   | -                    | -                    | 《我最喜愛的Eric Kwok音樂會》宣傳歌曲                  | 《我最喜愛的Eric Kwok音樂會》宣傳歌曲                  |      |
| 2015年                      |                          |                      |                      |                      |                      |                                                        |                                                        |      |
|                             | 來吧！人類要奔放         | -                    | -                    | 4                    | -                    | 群星合唱 電影《全力扣殺》主題曲 新城勁爆勵志‧兒歌榜：3 | 群星合唱 電影《全力扣殺》主題曲 新城勁爆勵志‧兒歌榜：3 |      |
| 派台歌曲成績（五台）        |                          |                      |                      |                      |                      |                                                        |                                                        |      |
| 唱片                        | 歌曲                     | 903                  | RTHK                 | 997                  | TVB                  | ViuTV                                                  | 備註                                                   | 備註 |
| 2020年                      |                          |                      |                      |                      |                      |                                                        |                                                        |      |
|                             | Ripboy                   | 1                    | -                    | 1                    | -                    | 8                                                      | 首支兩台冠軍歌 加拿大至 HIT 中文歌曲排行榜：1          |      |
| 2022年                      |                          |                      |                      |                      |                      |                                                        |                                                        |      |
|                             | 等埋你                   | 20                   | -                    | 2                    | 5                    | -                                                      |                                                        |      |
|                             | 重口味（Studio Version） | -                    | 16                   | 10                   | -                    | ×                                                      | 與XiX合唱 翻唱陳奕迅作品                               |      |

| 各台冠軍歌總數 | 各台冠軍歌總數 | 各台冠軍歌總數 | 各台冠軍歌總數 | 各台冠軍歌總數 | 各台冠軍歌總數    | 各台冠軍歌總數    | 各台冠軍歌總數 |
| -------------- | -------------- | -------------- | -------------- | -------------- | ----------------- | ----------------- | -------------- |
| 四台a          | 903            | RTHK           | 997            | TVB            | 備註              | 備註              | 備註           |
| 四台a          | 2              | 0              | 1              | 0              | 四台冠軍歌總數：0 | 四台冠軍歌總數：0 |                |
| 五台b          | 903            | RTHK           | 997            | TVB            | ViuTV             | 備註              |                |
| 五台b          | 1              | 0              | 1              | 0              | 0                 | 五台冠軍歌總數：0 |                |

- （*）仍在榜上
- （-）未能上榜
- （×）沒有派往該台
- （(1)）兩週冠軍
- ^  注解a：包括2020年後的冠軍歌曲
- ^  注解b：2020年起

## 演出作品

### 演唱會
2000年:
- 《加洲紅紅人館903梁詠琪狂熱份子》音樂會
- 《Eason & Friends 好OK》音樂會

2001年:
- 《太陽計劃無毒一樣Cool》音樂會
- 《One2free聖誔free party》音樂會

2002年:
- 《人間定格》告別音樂會
- 《英皇三週年慈善演唱會》

2004年:
- 《芝華士903齊星追GIG Eric Kwok音樂會》

2006年:
- 《大同音樂世界 - Eric Kwok》[13]
- 《雲妮鍾情Eric應承今個聖誕友約會》

2007年:
- 《加州紅903黃金組合音樂會 - 凸》
- 《903 idclub音樂遊擊 辣妹打怪獸第四場Eric Kwok x at17》

2008年:
- 《08拉闊第二場 - 楊千嬅 X 林海峰 X 農夫 X Eric Kwok》

2009年:
- 《陳奕迅SAME WRONG SIN》音樂會
- 《SWING華山論劍》音樂會
- 《赤柱藝墟 X Swing樂震武當》音樂會
- 《新城謝安琪x Mr. + Swing = 歌友會》
- 《Uni-Power大合唱會》
- 《全城迎東亞運》

2010年:
- 《天水圍天比高 圍音樂圍你音樂會 第三圍 - Swing》
- 《拉闊音樂擂台單咪匹馬大戰三頭六臂 莫文蔚 vs Swing》音樂會
- 《上海世博香港周節目香港預演 - 唱作世代 GENS@HK21C》

2011年:
- 《新城電台慈善K唱遊2011》
- 《Swing後會無期告別演唱會》

2012年:
- 《Concert YY黃偉文作品展演唱會》
- 《ReImagine Leslie Cheung音樂會》

2014年:
- 《我最喜愛的Eric Kwok音樂會》

### 電視節目

#### 無綫電視
| 首播   | 節目名             | 備註       |
| 2002年 | 一筆Out消          |            |
| 2009年 | 超級巨聲           | 評判       |
| 2009年 | CASH流行曲創作大賽 | 評判       |
| 2013年 | 星夢傳奇           | 評判       |
| 2014年 | Sunday扮嘢王       | 評判       |
| 2014年 | 超級巨聲4          | 評判       |
| 2014年 | 老表，你好hea！    | 劇集客串   |
| 2021年 | 勁歌金曲           | 主持       |
| 2021年 | 聲夢傳奇           | 評判       |
| 2022年 | 聲夢JUNIOR         | 節目總監督 |
| 2022年 | 聲夢傳奇2          | 紅隊總監   |
| 2022年 | 鋪鋪Poker          | 主持       |

#### ViuTV
| 首播   | 節目名                     | 備註 |
| 2016年 | Barter Game 價值連城       | 主持 |
| 2016年 | 美選D.n.A                  | 主持 |
| 2017年 | 短暫的婚姻                 | 主演 |
| 2018年 | Good Night Show 全民造星   | 導師 |
| 2019年 | 詭探前傳                   | 主演 |
| 2019年 | Good Night Show 全民造星II | 導師 |
| 2021年 | 太平紋身店                 | 客串 |

#### 香港開電視
- 2021年：星宅大曝光（主持）

#### 其他
2018年:

### 马来西亚
astro华丽台 astro华丽台HD
2016年
- astro新秀大赛2016 - 评审

### 電影
| 年份 | 中文片名     | 英文片名               | 角色             |
| ---- | ------------ | ---------------------- | ---------------- |
| 2014 | Delete爱人   | Delete My Love         | 华Dee（变身后）  |
| 2015 | 全力扣殺     | Full Strike            | 王龍威           |
| 2015 | 有客到       |                        | 社工男（街市晨） |
| 2016 | 老笠         | Robbery                | 大亨             |
| 2016 | 此情此刻     | The Moment             | 余偉文           |
| 2017 | 女士復仇     | Husband Killer         |                  |
| 2018 | 卧底巨星     |                        | Johnny Deep      |
| 2018 | 3個綁匪7條心 | Rhapsody of Kidnapping |                  |
| 2018 | 非同凡響     | Distinction            | 徐寶雯丈夫       |
| 2022 | 給我1天      | Just 1 Day             | Ken              |
| 2024 | 焚城         | Cesium Fallout         |                  |

### 音樂錄像
- 2016年：李幸倪〈雙雙〉MV 男主角

## 歷年獎項
以下為實際所得獎項
1999年
- 叱咤樂壇流行榜頒獎典禮 - 我最喜愛的歌曲大獎《幸福摩天輪》（作曲人）
- 四台聯頒音樂大獎 - 歌曲大獎《幸福摩天輪》（作曲人）
- 四台聯頒音樂大獎 - 傳媒大獎（作曲人）

2002年
- 十大勁歌金曲頒獎典禮- 最佳編曲 《傷逝》
- 四台聯頒音樂大獎 - 歌曲大獎《傷逝》（作曲）

2003年
- 四台聯頒音樂大獎 - 歌曲大獎《十面埋伏》（作曲）

2004年
- 叱咤樂壇流行榜頒獎典禮 - 叱咤樂壇唱作人 銀獎
- CASH金帆音樂獎 - 最佳旋律《十面埋伏》
- CASH金帆音樂獎 - CASH最佳歌曲大獎《十面埋伏》

2005年
- 叱咤樂壇流行榜頒獎典禮 - 至尊歌曲大獎《夕陽無限好》（作曲）
- 叱咤樂壇流行榜頒獎典禮 - 至尊歌曲大獎《夕陽無限好》（編曲）
- 叱咤樂壇流行榜頒獎典禮 - 至尊歌曲大獎《夕陽無限好》（監製）
- 叱咤樂壇流行榜頒獎典禮 - 我最喜愛的歌曲大獎《夕陽無限好》（作曲）
- 叱咤樂壇流行榜頒獎典禮 - 我最喜愛的歌曲大獎《夕陽無限好》（編曲）
- 叱咤樂壇流行榜頒獎典禮 - 我最喜愛的歌曲大獎《夕陽無限好》（監製）
- 十大勁歌金曲頒獎典禮- 最佳作曲 《夕陽無限好》
- 四台聯頒音樂大獎 - 傳媒大獎（作曲人）
- CASH金帆音樂獎 - 最佳旋律《夕陽無限好》
- CASH金帆音樂獎 - CASH最佳歌曲大獎《夕陽無限好》

2007年
- 四台聯頒音樂大獎 - 歌曲大獎《花落誰家》（作曲、編曲、監製）
- 叱咤樂壇流行榜頒獎典禮 - 叱吒樂壇唱作人 銅獎

2008年
- 叱咤樂壇流行榜頒獎典禮 - 至尊歌曲大獎《囍帖街》（作曲）
- 叱咤樂壇流行榜頒獎典禮 - 至尊歌曲大獎《囍帖街》（編曲）
- 叱咤樂壇流行榜頒獎典禮 - 至尊歌曲大獎《囍帖街》（監製）
- 叱咤樂壇流行榜頒獎典禮 - 我最喜愛的歌曲大獎《囍帖街》（作曲）
- 叱咤樂壇流行榜頒獎典禮 - 我最喜愛的歌曲大獎《囍帖街》（編曲）
- 叱咤樂壇流行榜頒獎典禮 - 我最喜愛的歌曲大獎《囍帖街》（監製）
- 叱咤樂壇流行榜頒獎典禮 - 叱咤樂壇至尊唱片大獎《Binary》（與周博賢共同監製）
- 十大勁歌金曲頒獎典禮- 最佳作曲 《囍帖街》
- 四台聯頒音樂大獎 - 歌曲大獎《囍帖街》（作曲、編曲、監製）
- 四台聯頒音樂大獎 - 大碟大獎《Binary》（與周博賢共同監製）
- 四台聯頒音樂大獎 - 傳媒大獎（作曲人）
- CASH金帆音樂獎 - 最佳旋律《囍帖街》

2009年
- CASH金帆音樂獎 - 最佳合唱演繹奬《我有貨》（Swing）

2010年
- 叱咤樂壇流行榜頒獎典禮 - 叱咤樂壇至尊唱片大獎《Time Flies》（與梁榮駿共同監製）

2011年
- 叱咤樂壇流行榜頒獎典禮 - 叱咤樂壇編曲人大獎

2012年
- 叱咤樂壇流行榜頒獎典禮 - 叱咤樂壇至尊歌曲大獎《重口味》（作曲人）
- 叱咤樂壇流行榜頒獎典禮 - 叱咤樂壇作曲人大獎

2013年
- 叱咤樂壇流行榜頒獎典禮 - 叱咤樂壇作曲人大獎
- 新城勁爆頒獎禮- 新城勁爆作曲大獎 《紙牌屋》

2014年
- 叱咤樂壇流行榜頒獎典禮 - 叱咤樂壇作曲人大獎

2015年
- 叱咤樂壇流行榜頒獎典禮 - 叱咤樂壇至尊歌曲大獎《無條件》（作曲）
- 叱咤樂壇流行榜頒獎典禮 - 叱咤樂壇至尊歌曲大獎《無條件》（監製）

2016年
- 流行音樂全金榜 - 年度最佳作曲人獎《無條件》

2018年
- CASH金帆音樂獎 - 最佳旋律《很堅強》

## 外部連結
- Eric Kwok Blog @ Alivenotdead.com （页面存档备份，存于）
- Eric Kwok 郭偉亮的Facebook專頁
- Eric Kwok的Instagram帳戶
- 郭伟亮EricKwok的新浪微博
- Jerald Chan & Eric Kwok的Facebook專頁
- Swing's... （150334/http://ssswing.net/ 页面存档备份，存于）
- 郭偉亮在互联网电影资料库（IMDb）上的資料（英文）
- 在AllMovie上郭偉亮的頁面（英文）
- 郭偉亮在香港影庫上的簡介
- 郭偉亮在豆瓣上的资料（简体中文）
- 郭偉亮在时光网上的簡介（简体中文）